# Leuk (distrikt)
Bezirk Leuk är ett av de 14 distrikten i kantonen Valais i Schweiz. Distriktet ligger i Oberwallis, den tyskspråkiga delen av kantonen.

## Indelning
Distriktet består av tolv kommuner:
| Vapen          | Namn              | Invånare 2023-12-31 | Yta i km² |
| -------------- | ----------------- | ------------------- | --------- |
| Agarn          | Agarn             | 729                 | 7,65      |
| Albinen        | Albinen           | 262                 | 15,56     |
| Ergisch        | Ergisch           | 184                 | 29,53     |
| Gampel-Bratsch | Gampel-Bratsch    | 2 167               | 23,04     |
| Ayent          | Guttet-Feschel    | 440                 | 10,43     |
| Inden          | Inden             | 118                 | 9,74      |
| Leuk           | Leuk              | 4 307               | 55,15     |
| Leukerbad      | Leukerbad         | 1 396               | 67,32     |
| Oberems        | Oberems           | 139                 | 50,26     |
| Salgesch       | Salgesch          | 1 693               | 11,36     |
|                | Turtmann-Unterems | 1 191               | 42,42     |
| Varen          | Varen             | 691                 | 12,81     |